# (20641) Yenuanchen
(20641) Yenuanchen (1999 TF121) – planetoida z grupy pasa głównego asteroid okrążająca Słońce w ciągu 5,26 lat w średniej odległości 3,02 j.a. Odkryta 4 października 1999 roku.